# 미하타역
미하타역(일본어: 美旗駅)은 일본 미에현 나바리시에 위치한 긴키 닛폰 철도 오사카 선의 철도역이다. 역 번호는 D 51이며, 상대식 승강장 2면 2선의 구조를 갖춘 지상역이다.

## 타는 곳
| 1 | D 오사카 선 | 하행 | 이세나카가와 · 마쓰사카 · 우지야마다 · 가시코지마 · 쓰 · 나고야 방면                  |
| 2 | D 오사카 선 | 상행 | 나바리 · 야마토야기 · 오사카우에혼마치 · 오사카난바 · 고베산노미야 · 나라 · 교토 방면 |

## 이용 현황
| 연도   | 1일 평균 승차 인원 |
| ------ | ------------------ |
| 1997년 | 1,766              |
| 1998년 | 1,692              |
| 1999년 | 1,650              |
| 2000년 | 1,572              |
| 2001년 | 1,512              |
| 2002년 | 1,480              |
| 2003년 | 1,466              |
| 2004년 | 1,435              |
| 2005년 | 1,413              |
| 2006년 | 1,376              |
| 2007년 | 1,337              |
| 2008년 | 1,297              |
| 2009년 | 1,210              |
| 2010년 | 1,147              |
| 2011년 | 1,078              |
| 2012년 | 1,014              |
| 2013년 | 966                |
| 2014년 | 892                |
| 2015년 | 856                |

## 역 주변
- 미하타 고분군

## 인접 역
| 긴키 닛폰 철도 오사카 선             | 긴키 닛폰 철도 오사카 선 | 긴키 닛폰 철도 오사카 선       |
| ------------------------------------ | ------------------------ | ------------------------------ |
| D50 기쿄가오카 오사카우에혼마치 방면 | D 오사카 선              | 이가칸베 D52 이세나카가와 방면 |